# Neuraeschna harpya
Neuraeschna harpya – gatunek ważki z rodziny żagnicowatych (Aeshnidae). Występuje na terenie Ameryki Południowej.